# Lew Harvey
Lew Harvey (né le 6 octobre 1887 dans le Wisconsin, et mort le 19 décembre 1953 à Los Angeles, en Californie) est un acteur américain.

## Filmographie partielle
- 1918 : Lui fait un beau mariage (Bride and Gloom)  de Alfred J. Goulding
- 1918 : Photographe malgré lui (Look Pleasant, Please)
- 1919 : Lui chez le grand couturier (Next Aisle Over) de H. M. Walker
- 1919 : Lui, chef cuisinier (On the Fire) de Hal Roach
- 1924 : Le Phare qui s'éteint (The Lighthouse by the Sea) de Malcolm St. Clair
- 1925 : Eve's Lover de Roy Del Ruth
- 1925 : Ranger of the Big Pines de W. S. Van Dyke
- 1929 : Papillons de nuit (Broadway Babies) de Mervyn LeRoy
- 1930 : Sweet Mama de Edward F. Cline
- 1933 : King Kong de Merian C. Cooper et Ernest B. Schoedsack
- 1934 : Le Cabochard (The St. Louis Kid) de Ray Enright
- 1939 : En surveillance spéciale (Invisible Stripes de Lloyd Bacon
- 1941 : Citizen Kane de Orson Welles
- 1946 : Gilda de Charles Vidor